# Solanum zuloagae
Solanum zuloagae là loài thực vật có hoa trong họ Cà. Loài này được Cabrera miêu tả khoa học đầu tiên năm 1980.